# 양주 회암사지 무학대사탑
양주 회암사지 무학대사탑(楊州 檜巖寺址 無學大師塔)은 대한민국 경기도 양주시 회암동, 회암사지 북쪽 능선 위에 지공(指空), 나옹(懶翁)의 승탑과 함께 서있는 무학대사(無學大師)의 묘탑이다. 1963년 9월 2일 대한민국의 보물 제388호로 지정되었다.

## 개요
회암사는 고려 충숙왕(1328)때 지공(指空)이 창건하여 조선 순조 때인 1800년대에 폐사된 사찰이다. 조선 전기 왕실의 보호를 받던 절로서 태조 이성계가 늙은 후에 머무르면서 수도하던 곳으로도 유명하다. 절터의 북쪽 능선 위에 지공(指空), 나옹(懶翁)의 승탑과 함께 서있는 이 탑은 무학대사(無學大師)의 묘탑이다. 둘레에는 탑을 보호하기 위한 난간이 둘러져 있다.
회암사의 주지이기도 했던 무학은 고려 말에서 조선 초에 활약한 승려로, 조선을 건국한 태조 이성계와의 관계로 더욱 알려지게 되었다. 이성계의 꿈을 풀이하여 왕이 될 것을 예언한 이야기와 한양천도와 관련된 설화 등은 특히 유명하다.
탑의 형태는 구름무늬를 조각한 8각의 바닥돌 위에 받침부분인 기단(基壇)이 놓이고 탑신(塔身)과 머리장식부분이 포개져 있는 모습이다.
기단의 아래·윗돌은 연꽃모양의 돌이고 가운데돌은 배가 불룩한 8각의 북모양으로 각 면에는 모양이 서로 다른 꽃조각이 도드라져 있다. 탑신은 몸돌이 둥근 모양으로 표면에 용과 구름이 가득 새겨져 시선을 모은다. 용의 머리와 몸, 비늘 등이 사실적으로 표현되어 생동감있게 보이고 구름무늬가 한층 운동감을 느끼게 한다. 지붕돌은 8각으로 처마부분에는 목조건축을 흉내낸 모양들이 새겨져 있다. 경사는 급하며 추녀끝은 가볍게 들려있다.
지붕 꼭대기에는 둥근 돌 하나만 올려놓아 간소화된 형태를 보인다.
조선 전기의 양식을 보여주는 이 탑은 규모가 웅대하고 모양도 가지런하다. 무학대사묘비의 기록으로 미루어 1407년에 건립되었음을 알 수 있다.

## 같이 보기
- 양주 회암사지 (사적 제128호)
- 무학대사

## 참고 자료
- 양주 회암사지 무학대사탑 - 국가유산청 국가유산포털